# محطة مأرب الغازية
محطة مأرب الغازية الأولى هي محطة توليد للكهرباء تعمل بالغاز وتقع في محافظة مأرب بالجمهورية اليمنية دخلت الخدمة في عام 2009 وقد اشتهرت بكثر الاعتداءات عليها وخروجها عن الخدمة منذ منتصف 2011.

## المحطة الأولى
أقيمت المحطة الغازية بمأرب بهدف تعزيز القدرة التوليدية الكهربائية بقدرة اجمالية تصل إلى 341 ميجاوات من أجل القضاء على العجز الحاصل في قدرة التوليد لتجهيز الشبكة الوطنية لنقل قدرات أعلى من خلال إدخال نظام خطوط النقل «الضغط العالي 400 كيلو فولت» لمسافات أطول «صافر - بني حشيش وصافر - معبر» لزيادة الاتزان الكهربائي للمنظومة بهدف الاستغلال الأمثل والاقتصادي لمصادر الغاز الموجود في اليمن من خلال بناء محطات توليد غازية كونها الأفضل من الناحية البيئية والأكثر اقتصاداً في توليد الطاقة.

### المكونات
تتكون المحطة من ثلاث وحدات تربينات غازية بقدرة إجمالية 341 ميجاوات بالإضافة إلى ثلاثة محولات رفع 17.5/400 كيلو فولت قدرة كل محول 140 ميجافولت/أمبير مع محولين حفض 400/33 كيلوفولت قدرة كل محول 20 ميجافولت/ امبير، من اجل التغطية الداخلية للمحطة مع قضبان ضغط 33 ك. ق ومحولين حفض 33/6.6 كيلو فولت/ أمبير قدرة كل محول حوالي 16 ميجافولت/ أمبير لتغذية المعدات والآلات المساعدة مع محطة قضبان ضغط 6.6 ك.ف ومجموعة محولات مساعدة لتغذية القضبان الخاصة بالوحدات وانظمة المحطة العمومية وخزانين ديزل سعة كل واحد منهما عشرة آلاف متر مكعب، مع وحدات المعالجة والتوزيع، وخزان ماء من أجل السلاماة سعة 750 متراً مكعباً ووحدة لمعالجة المياه والغاز ووحدة لمعالجة الضغط ومعالجة غاز الوقود وتوزيعه على الوحدات ومولدين ديزل قدرة كل مولد 3 ميجا، وكذلك ورشة صيانة للمعدات الخاصة بالمحطة ووحدة التكييف والتدفئة.

### الاعتدائات على الكهرباء
زادت حدة الاعتدائات على خطوط نقل الكهرباء في اليمن في ذورة ثورة الشباب اليمنية منتصف العام2011 ، وكانت ولا زالت أغلب الاعتدائات تقع في محافظة مأرب في «خطوط نقل الطاقة الكهربائية مأرب ـ صنعاء»، المكونة من 490 برجاً ممتده بين المحافظتين، في مأرب توجد محطة مأرب الغازية التي تولد الكهرباء لأغلب محافظات اليمن عبر الشبكة الوطنية، تبلغ إجمالي طاقة الكهرباء 850 ميجا وات في بلد سكانه 25 مليون نسمة، تنوعت أعمال التخريب ضد خطوط نقل الكهرباء، بين اعتدائات بالرصاص والقذائف والعبوات الناسفة، وبالخبطات الحديدية، أو حتى بمنع الفرق الفنية من إصلاح التخريب ، بلغت عدد الاعتدائات 141 اعتداء منذ 2010 ، منها 59 اعتداءً خلال الفترة من 1 مايو 2012 إلى 15 مارس 2013 في محافظة مأرب ، و13 اعتداء في محافظة صنعاء خلال الفترة نفسها. وبلغت خسائر الاعتدائات 33 مليار ريال يمني
في مايو 2012 وجه وزير الكهرباء اليمني الدكتور صالح سميع أصابع الإتهام مباشرة للرئيس السابق علي عبد الله صالح واصفاً اياه بأنه «زعيم عصابة الخمسة الذين يتناوبون على قطع الكهرباء»  ، نشرت وسائل اعلامية تقارير عن وزارة الداخلية بأسماء المتهمين بالاعتداء على الكهرباء في الفترة مايو 2012 إلى منتصف مارس 2013 وصل عددهم لأكثر من 75 مطلوب أمنياً. وغالباً ما تكتفي الداخلية بالكشف عن أسماء اشخاص تقول إنهم متهمون بتفجير انابيب النفط أو تخريب الكهرباء لكنها لم تعلن انها القت القبض على اياً منهم.
في تقرير المبعوث الأممي جمال بنعمر أمام مجلس الأمن عن الأوضاع في اليمن أشار إلى أن هناك من يسعى لتقويض العملية السياسية في اليمن من خلال الهجمات المتكررة على ابراج الكهرباء وأنابيب النفط فيما أكتفت الحكومة عملياً بتصريحات بين الحين والآخر تؤكد فيها أن الاعتدائات على الكهرباء لدوافع سياسية  وتتعدد اسباب الاعتدائات من مطالب توضيف أو أفراج عن سجناء.

## محطة مأرب 2
في آخر يوليو 2013 أعلن مدير عام الإعلام بوزارة الكهرباء أن 80% من تجهيزات محطة مأرب 2 ومن المتوقع أن تدخل الخدمة في منتصف 2014 بقدرة 400 ميجا وات. ولكن ذلك لم يحدث وأنزلقت البلاد إلى حرب أهلية.